# Ankona (rasa kur)

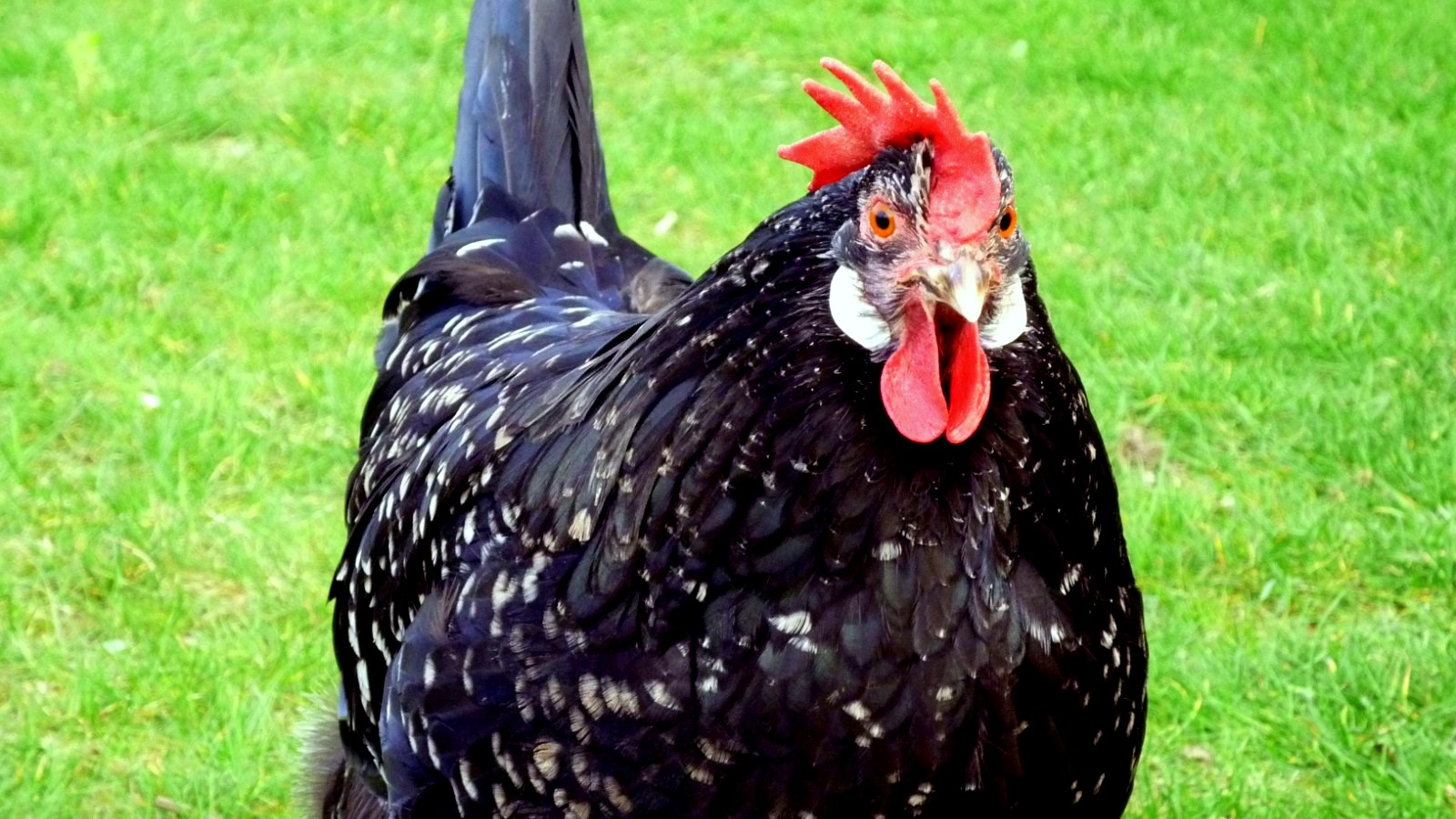
Kura rasy ankona

Ankona — rasa kur domowych. Nazwa wywodzi się od miasta Ankona, usytuowanego na terenie Włoch, które jest miejscem powstania tej odmiany. Pomimo miejsca genezy, rasa nie jest popularna na terenie tego kraju. Obecnie najbardziej rozpowszechniona jest w Stanach Zjednoczonych i w Wielkiej Brytanii. Ankony występują także w mniejszej wersji — bantam.

## Historia
Gatunek został sprowadzony do Anglii z portu Ankona około 1848 roku. Ptaki zostały poddane dokładnej selekcji w celu uzyskania pokrywy o regularnym wzorze. Pierwotnie kury posiadały upierzenie pokryte nieregularnymi, białymi plamami. Dopiero w 1880 roku hodowcom udało się uzyskać, znany obecnie, charakterystyczny, równomierny wzór. Odmiana z Anglii jest większa, niż ta, rozmnażana na terenie Stanów Zjednoczonych.

## Wygląd
Przedstawiciele rasy posiadają krótki i owalny tułów. Pierś jest pełna i zaokrąglona. Osobniki posiadają czerwony, pojedynczy grzebień, który rośnie wzdłuż linii karku. Istnieje także mniej znana odmiana posiadająca grzebień różyczkowy. Pióra są miękkie, duże i zaokrąglone. Rasa posiada stosunkowo gęste upierzenie. Smukła sylwetka i wydłużona budowa ciała są jednymi z cech charakterystycznych tych kur.

## Zachowanie
Ankony są aktywne i ruchliwe. Potrafią także wysoko latać, co powoduje, że ich wybiegi powinny być dobrze zabezpieczone. Rasa wykazuje skłonności do walki. Kury rzadko są zainteresowane wysiadywaniem piskląt, ale posiadają wysoki wskaźnik nieśności. Ich jaja przyjmują zwykle białą barwę. 